# Scytocera
Scytocera is een geslacht van rechtvleugeligen uit de familie sabelsprinkhanen (Tettigoniidae). De wetenschappelijke naam van dit geslacht is voor het eerst geldig gepubliceerd in 1891 door Redtenbacher.

## Soorten
Het geslacht Scytocera omvat de volgende soorten:
- Scytocera borneensis Karny, 1926
- Scytocera kemneri Karny, 1926
- Scytocera longicornis Redtenbacher, 1891
- Scytocera loriae Griffini, 1908
- Scytocera niger Redtenbacher, 1891
- Scytocera smaragdifrons Naskrecki & Rentz, 2010
- Scytocera zamboangae Hebard, 1922